# Liu Xia
Liu Xia (Pechino, 1961) è una poetessa, pittrice e fotografa cinese.
È nota soprattutto per essere stata la moglie del Premio Nobel per la pace 2010 Liu Xiaobo.

## Biografia
Liu, prima di conoscere il marito, era un'impiegata statale in un ufficio delle tasse a Pechino. Conobbe il marito negli anni ottanta e si sposarono mentre Xiaobo era in detenzione in un campo rieducativo tra gli anni 1996-1999.
Liu ha dato voce costantemente al marito rinchiuso in prigione, parlando a nome di entrambi sui diritti umani.
Il marito è deceduto il 13 luglio 2017 a causa di un tumore al fegato, mentre stava scontando una pena di 11 anni, inflitta nel 2008, per aver contribuito alla scrittura della Charta 08, nonostante Liu Xia gli avesse chiesto di non partecipare.
Successivamente all'annuncio della vittoria del Premio Nobel da parte del marito, dichiarò "Per tutti questi anni Liu Xiaobo ha perseverato nel raccontare la verità sulla Cina e a causa di questo, per la quarta volta, ha perso la sua libertà personale", dichiarò anche che lo avrebbe visitato in prigione e gli avrebbe dato un abbraccio.
Dopo essersi recata in prigione dal marito è stata messa agli arresti domiciliari, le viene vietato di mantenersi economicamente, è ridotta allo stato di povertà, e a causa di ciò è mentalmente debilitata. Non le è mai stato concesso di comunicare con il marito e teme che, a causa della sua posizione, il governo cinese possa internarla.
Dal 2021 è ricordata insieme al marito con una targa al Giardino dei Giusti di Milano.